# Tipula (Yamatotipula) cayuga
Tipula (Yamatotipula) cayuga is een tweevleugelige uit de familie langpootmuggen (Tipulidae). De soort komt voor in het Nearctisch gebied.